# Eustorgio Chong Ruiz
Eustorgio Chong Ruíz (La Villa de los Santos, 21 de febrero de 1934 - ib., 16 de junio de 2015) fue un escritor y profesor de historia y filosofía panameño, que se destacó en el cuento y el teatro, aunque también practicó la poesía y el ensayo.

## Biografía y obra
Chong Ruíz estudió en la Universidad de Panamá, donde se graduó de Licenciado en Filosofía, Letras y Educación, y de Profesor de Segunda Enseñanza con especialización en Filosofía e Historia. Además de la docencia y la escritura, practicó también la fotografía, y el periodismo radial y escrito.
En su obra escrita destacan El cazador de alforja (Cuento, Panamá, 2001); Los Chinos en la sociedad panameña (Ensayo, 1991); Y entonces... tú (Cuento, Panamá, 1991); Yaya (teatro, Panamá, 1981); Canción del hombre en la ventana (Poesía, Panamá, 1980); Diario de una noche de camino (Cuento, Panamá, 1979, 1985 y 1987); Después del manglar (Teatro, Panamá, 1972); Techumbres, guijarros y pueblo (Cuento, Panamá, 1967); Otra vez, pueblo (Cuento, Panamá, 1966); Detrás de la noche (Teatro, Panamá, 1966); A la luz del fogón (Cuento, Panamá, 1963); Del mar y la selva (Cuentos, Panamá, 1962); Con los pies en la tierra (Cuento, Panamá, 1958). Algunos de estos títulos obtuvieron premios nacionales importantes, como el "Ricardo Miró" en la sección Ensayo de 1992; el primer lugar en la sección Teatro de 1972 y el segundo de 1965; y el primer lugar de la sección Cuento de 1964 y de 2001, además del Segundo Lugar de 1968 y la Mención de Honor de 1958. 
Parte de su obra aparece en antologías publicadas en Madras (India), Cambridge (Inglaterra) y en Panamá.
Por su trabajo como educador, en 1986 el Gobierno de Panamá le otorgó la Medalla Manuel José Hurtado, máxima condecoración que puede recibir un educador panameño.